# Емілі Оверголт
Емілі Оверголт (англ. Emily Overholt, нар. 4 жовтня 1997, Ванкувер, Канада) — канадська плавчиня, бронзова призерка Олімпійських ігор 2016 року.

## Виступи на Олімпійських іграх
| Олімпіада | Дисципліна             | Місце |
| --------- | ---------------------- | ----- |
| Ріо 2016  | 400 м вільним стилем   | 25    |
| Ріо 2016  | 400 м комплексом       | 5     |
| Ріо 2016  | 4×200 м вільним стилем | 3     |